# High School DxD
High School DxD (яп. ハイスクールD×D, дослівно Середня школа DxD, укр. Демони старшої школи) — серія ранобе автора Ішібумі Ічіей й ілюстратора Міяма-Зеро. Історія зосереджується на Іссеї Хедо, збоченого школяра, якого вбиває на його ж першому побаченні занепалий ангел. Незабаром він відродився як демон Ріас Греморі для служіння їй та її диявольській родині.
Ранобе High School DxD почало видаватися у журналі Fujimi Shobo Dragon Magazine у своєму вересневому випуску 2008 р.: перший том випущено 20 вересня, в загальній кількості доступно чотирнадцять томів в Японії станом на 19 січня 2013 р. Манґа-адаптація Хіродзі Місіми почала серіалізацію в липні 2010-го у журналі Dragon Magazine, з березня 2011-го — у Monthly Dragon Age, чотири томи доступно станом на 9 січня 2013 р.
Аніме-адаптація компанії TNK транслювалася на AT-X і в інших мережах з 6 січня до 23 березня 2012 року. Аніме ліцензований у Північній Америці компанією Funimation Entertainment, в Австралії та Новій Зеландії — Madman Entertainment.
Оголошено про другий сезон аніме-серіалу, High School DxD New, який розпочався у липні 2013 року.

## Сюжет
Згідно з сюжетом ранобе, демони з давніх часів билися за контроль над пеклом, з вигнаними з небес занепалими ангелами. Крім того, їх спільним ворогом виступали ангели, що посилаються Богом проти обох рас, що населяють пекло. У ході нескінченних воєн всі три сторони зазнали величезних втрат: зокрема, було вбито і біблійного Сатану, і біблійного Бога. Через це кілька сотень років тому ворогуючі сторони були змушені припинити війну, так і не визначивши переможця. Однак, відносини між сторонами і раніше залишаються напруженими. У зв'язку з величезними втратами серед населення, демони стали воскрешати людей, як демонів. Кожна така людина ставала слугою свого демона. Щоб стимулювати нових демонів до саморозвитку, введено нове правило — навіть створені з людей слуги можуть стати знаттю, якщо вони зможуть стати сильними демонами.
Сюжет оповідає про головного персонажа Іссея Хедо. Іссей — заклопотаний збочений школяр, у якого ніколи не було близької подруги. На початку ранобе прекрасна дівчина, Юма Амано, пропонує Іссею зустрічатися з нею. Однак, вбиває його на першому ж побаченні, пояснивши, що провиною всьому якийсь «святий механізм», який Господь помістив в Іссея й який становить загрозу для занепалих ангелів. Перед смертю Іссей, сам того не усвідомлюючи, прикликає демоницю Ріас Греморі, яка вирішує врятувати його, перетворивши на подібного їй демона і зробивши своїм слугою. Також він стає членом шкільного клубу окультних досліджень, що цілком складається з підлеглих Греморі демонів. Дізнавшись від Греморі, що, ставши знаттю, він може завести власних слуг і зібрати власний гарем, Іссей загоряється бажанням піднятися по соціальних сходах демонів. Однак, виявляється, що його магічні сили менші, ніж у дитини, і він не може використовувати навіть найпростіші заклинання.

## Медіа

### Ранобе
High School DxD починається, як серія ранобе, написана Ічіаєй Ісібумі, з ілюструванням Miyama-Zero. Перший том High School DxD випущений Fujimi Shobo 20 вересня 2008-го. Станом на 19 січня 2013-го, опубліковано 14 томів під лейблом Fujimi Fantasia Bunko imprint, у чотирьох сюжетних арках. Бонусна історія, що називається The First Errand: Ophis Edition (яп. はじめてのおつかい・オーフィス編), випущений у липні 2012-го у Dragon Magazine (rel19, 2012) у вигляді бункобону.

### Музика
Опенінг першого сезону «Trip -Innocent of D-» виконує Larval Stage Planning, ендінг «STUDYxSTUDY» — StylipS. Пісні випущені як CD-сингли 25 січня та 5 лютого 2012-го під лейблом Lantis. Оригінальний саундтрек побачив світ 21 травня 2012-го під цим же лейблом.

## Прийом
Згідно з Oricon, High School DxD посів шосте місце серед ранобе за продажами в Японії у 2012 р. (654,224 екземплярів). Крім того, за даними Oricon, у 2013 році High School DxD було продано понад 346 173 копій. Англійська версія першого тому манги досягла 2-го місця в списку бестселерів Нью-Йорк таймс. Станом на 20 березня 2018 року перші 25 томів мали наклад 4 мільйони примірників.